# 伊勢原断層

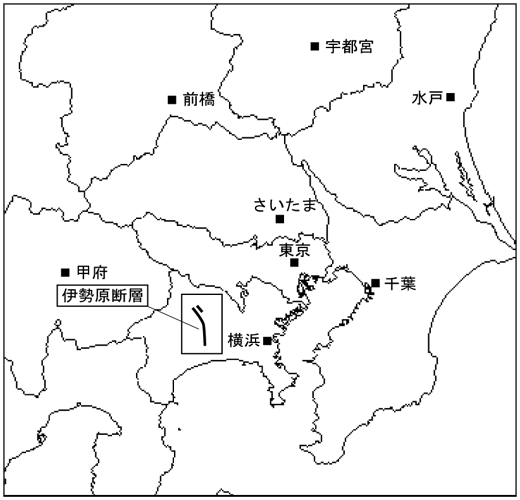
伊勢原断層の位置

伊勢原断層（いせはらだんそう）は、神奈川県中部の相模原市から平塚市にかけて存在する活断層で、南北に長さ約21km延びる東側隆起の逆断層である。東側には断層山地として中津山地が形成され、更に山地の東側には鶴川起震断層が併走する。

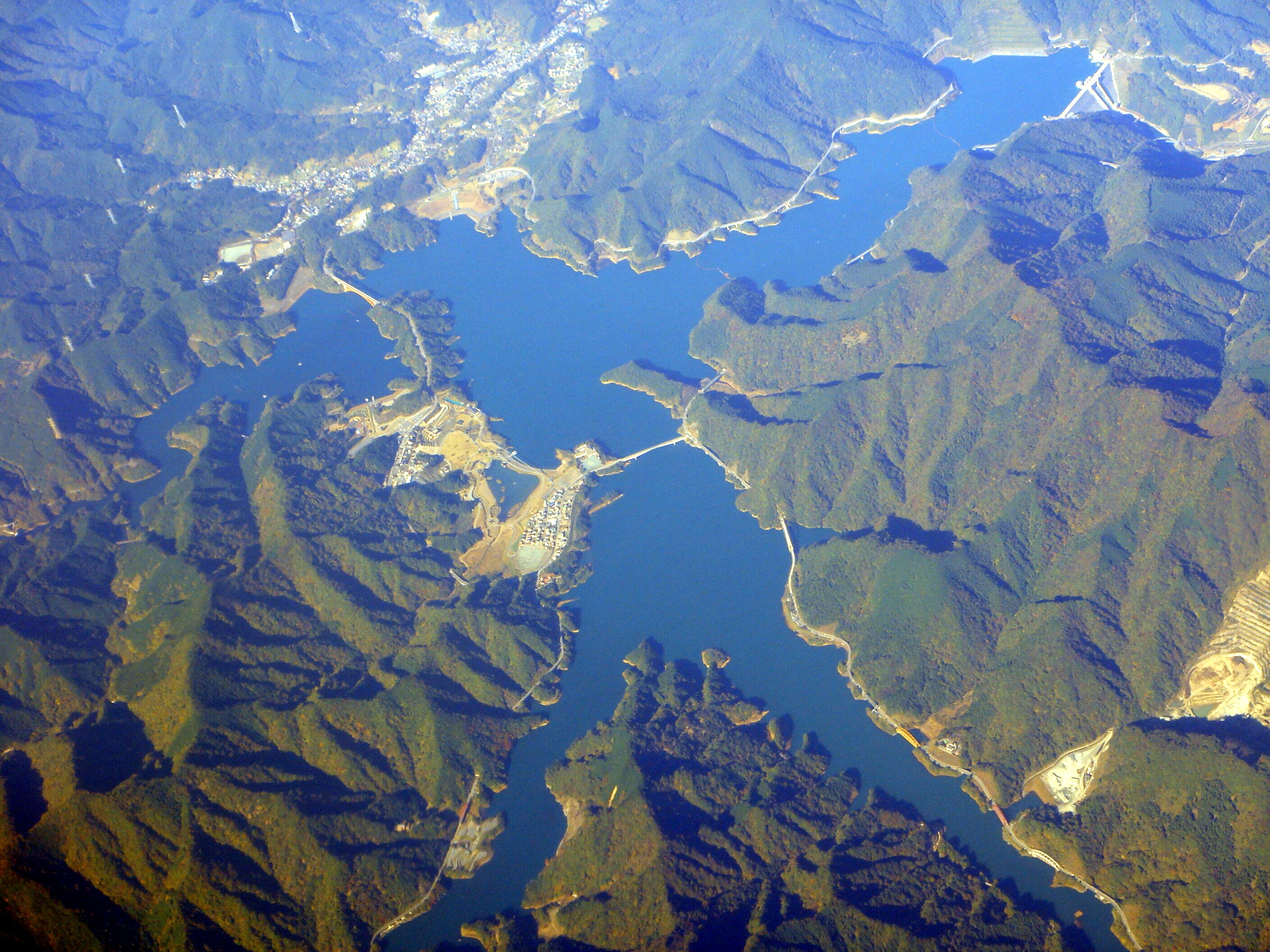
宮ヶ瀬ダム付近の航空写真。写真の左上から右下に形成されている谷筋あたりに断層がある。

丹沢山地の北東外縁に位置し断層北部は宮ヶ瀬ダム付近にあり、ほぼ神奈川県道64号伊勢原津久井線から神奈川県道63号相模原大磯線に沿って南下し南延長は金目川の低地（平塚市北部）に達する。南限の延長方向には、いくつかの断層が断続的に分布し伊勢原断層との関連が注目される。

## 評価
地震調査研究推進本部発表の資料によれば、
- 平均変位速度：0.5m/千年程度
- 平均活動周期：4000年-6000年程度。但し、具体的な数値を示すデータは得られていないとされている[4]。

5世紀以後18世紀以前に最新活動がみられ、相模・武蔵地震の震源断層である可能性が指摘されている。しかしこの最新活動時期のみをもって相模・武蔵地震の震源断層であるとするのは根拠不十分という指摘もある。
前々回の活動は、少なくとも5,000年以上前と推定されている。